# Cypripedium taibaiense
Cypripedium taibaiense är en orkidéart som beskrevs av Guang Hua Zhu och Sing Chi Chen. Cypripedium taibaiense ingår i släktet guckuskor, och familjen orkidéer. Inga underarter finns listade i Catalogue of Life.